# Gargara luteipennis
Gargara luteipennis är en insektsart som beskrevs av William D. Funkhouser. Gargara luteipennis ingår i släktet Gargara och familjen hornstritar. Inga underarter finns listade i Catalogue of Life.